# Dobrodošao u klub
Dobrodošao u klub jedanaesti je studijski album hrvatske pop pjevačice Severine, koji 14. prosinca 2012. godine objavljuje diskografska kuća Dallas Records.
Na albumu su sudjelovali brojni glazbenici, neki od njih su Hari Varešanović, Fahrudin Pecikoza, Branimir Mihaljević, Dušan Alagić, Dušan Bačić, Nikša Bratoš i sama Severina, koja potpisuje glazbu i tekst za pjesmu "Ostavljena".
Na albumu se nalazi trinaest pjesama, od kojih su tri dueta, "Tango" s Željkom Bebekom, "Italiana" s FM Bandom i "Postelja od vina" s DJ-XLom. Izdano je šest singlova: "Brad Pitt", "Grad bez ljudi", "Italiana", "Uzbuna", "Dobrodošao u klub" i "Ostavljena".

## Pozadina
Severina najavila je album u ljeto 2011. godine singlom "Brad Pitt", koji je premijerno izveden na finalu Velikog Brata iste godine. Na ovom singlu ostvarila je prvi put suradnju s kompozitorima Filipom Miletićem i Milošom Roganovićem. Prosinca iste godine izdaje drugi singl, baladu "Grad bez ljudi", koji je bio preslušan u 24 sata više od 180.000 puta, što je do tada bio rekord za domaćeg izvođača u Hrvatskoj i Europi.   Godine 2011. na Severininu inicijativu pjesmu za album napisao je i Hari Varešanović.

## Komercijalni uspjeh
Album je debitirao na prvom mjestu službene top ljestvice prodaje u Hrvatskoj, gdje je ostao dvanaest neuzastopnih tjedana. Proveo je ukupno 73 tjedna na službenoj top ljestvici prodaje u Hrvatskoj. Od toga, dvanaest tjedana na prvom mjestu, deset tjedana u prvih top 5, osamnaest tjedana u top 10, jedanaest tjedana u top 20 i dvadeset dva tjedan u top 40. Isti uspjeh album je imao u Sloveniji, gdje je na mjestu broj jedan bio deset neuzastopnih tjedana.
Prema podacima ZAMP-a album je treći najprodavaniji album u Hrvatskoj u 2013. godini, ujedno i najprodavaniji album ženskog izvođača.

## Popis pjesama
| Br. | Skladba                         | Autor                                             | Producent(i)                                 | Trajanje |
| --- | ------------------------------- | ------------------------------------------------- | -------------------------------------------- | -------- |
| 1.  | »Dobrodošao u klub«             | Miloš Roganović                                   | Miloš Roganović, Filip Miletić, Dušan Alagić | 3:53     |
| 2.  | »'Ko me tjero«                  | Severina Vučković, Miloš Roganović, Filip Miletić | Miloš Roganović, Filip Miletić, Dušan Alagić | 3:08     |
| 3.  | »Uzbuna«                        | Filip Miletić, Miloš Roganović                    | Filip Miletić, Miloš Roganović               | 3:33     |
| 4.  | »Italiana« (duet FM Band)       | Filip Miletić, Miloš Roganović                    | Filip Miletić, Miloš Roganović               | 4:09     |
| 5.  | »Kradeš sve«                    | Miloš Roganović                                   | Miloš Roganović, Filip Miletić, Dušan Alagić | 3:59     |
| 6.  | »Slaba na slabića«              | Hari Varešanović, Fahrudin Pecikoza               | Nikša Bratoš                                 | 3:44     |
| 7.  | »Kamen oko vrata«               | Miloš Roganović                                   | Miloš Roganović, Filip Miletić, Dušan Alagić | 3:37     |
| 8.  | »Grad bez ljudi«                | Miloš Roganović, Filip Miletić,                   | Miloš Roganović, Filip Miletić, Dušan Alagić | 4:24     |
| 9.  | »Ostavljena«                    | Severina Vučković                                 | Miloš Roganović, Filip Miletić,              | 3:55     |
| 10. | »Brad Pitt«                     | Miloš Roganović, Filip Miletić                    | Miloš Roganović, Filip Miletić, Dušan Alagić | 4:12     |
| 11. | »Postelja od vina« (duet DJ-XL) | Branimir Mihaljević, Faruk Buljubašić             | David Vurdelja                               | 4:34     |
| 12. | »Tarapana«                      | Dušan Bačić                                       | Bojan Dragojević                             | 3:20     |
| 13. | »Tango« (duet Željko Bebek)     | Branimir Mihaljević, Faruk Buljubašić             | Branimir Mihaljević                          | 3:19     |

## Top ljestvice

### Tjedna ljestvica
| Top ljestvica (2013.)              | Pozicija |
| ---------------------------------- | -------- |
| Hrvatska nacionalna top ljestvica  | 1        |
| Slovenska nacionalna top ljestvica | 1        |

### Godišnja ljestvica
| Godišnja ljestvica (2013.) | Pozicija |
| -------------------------- | -------- |
| ZAMP (domaća)              | 3        |